# Цркни лепотице
Цркни лепотице (енгл. Drop Dead Gorgeous) америчка је црна комедија из 1999. у којој глуме Керсти Али, Елен Баркин, Кирстен Данст, Алисон Џени, Дениз Ричардс, Бритни Мерфи и Ејми Адамс, којој је ово била прва филмска улога.

## Радња
Мали град Маунт Роуз у Минесоти је домаћин годишњег избора за америчке тинејџерске принцезе. Организатор такмичења је компанија која производи козметику за младе. На позадини провинцијског америчког залеђа, одвија се борба за титулу главне локалне лепотице. Беки Лиман и Амбер Аткинс предњаче, девојке се радикално разликују једна од друге: Амбер живи у приколици са својом мајком Анет, ради у мртвачници, зарађује у школској кафетерији, славно игра степове и сања да постане познати новинар. Беки је девојка из најбогатије породице у граду, њен отац је власник продавнице намештаја, а њена мајка, некадашња победница такмичења америчких принцеза, сада је главни судија. Од првих дана такмичења, борба не иде за живот, већ за смрт ...